# گمینا وویچیخوو
گمینا وویچیخوو (به لهستانی:  Gmina Wojciechów) یک گمینا در لهستان است که در شهرستان لوبلین واقع شده‌است. گمینا وویچیخوو ۸۰٫۹۲ کیلومتر مربع مساحت و ۵٬۹۴۶ نفر جمعیت دارد.